# Поплин

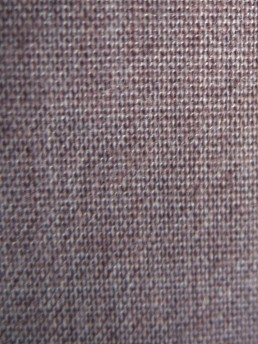
Поплин

Попли́н (от фр. popeline или итал. papalino, что значит «папский») — двухсторонняя, одноцветная или узорчатая шёлковая ткань, образованная сочетанием тонкой плотной основы с более грубым и редким поперечным утко́м, образующим мелкий рубчик. Плотность основы в 1,5—2 раза выше, чем по утку́. Своё «папское» название ткань получила потому, что первоначально вырабатывалась в резиденции Римского Папы во французском Авиньоне (1309—1411).

## Описание
Первоначально ткань была преимущественно шёлковой. Современный поплин, как правило, вырабатывается из хлопка или химических волокон, реже — из натурального шёлка по основе шерстяного утка. Выпускается как отбелённым, так и окрашенным. По виду окрашивания поплин делят на отбеленный, пестротканый, напечатанный и гладкокрашеный. Традиционно из него изготавливают женские платья, мужские сорочки, скатерти, полотенца и другие изделия. Но чаще всего можно встретиться с постельным бельём из поплина. Оно, как правило, производится из чистого хлопка.
Поплиновое постельное бельё имеет ряд достоинств: оно хорошо сохраняет форму и цвет, имеет приятную на ощупь поверхность, хорошо удерживает тепло и впитывает влагу, почти не мнётся. Кроме этого, комплекты постельного белья из поплина не требуют специального ухода: их можно стирать в стиральной машине при температуре до +60˚ С и утюжить при температуре до +110˚ С. Ткань поплин гипоаллергенна, отвечает всем европейским экологическим стандартам. Также такое постельное бельё, при всех своих высоких эксплуатационных качествах, стоит относительно недорого.
Кроме обычной ткани из поплина, для постельного белья часто используется ткань с эффектом 3D. Эффект 3D достигается за счёт особого диагонального переплетения нитей материала, образующих ткань.
Ткань характеризуется как мягкая на ощупь, в сравнении с оксфордом — более гладкая по текстуре и примерно соответствующая ей по плотности. Широко используется для пошива мужских сорочек.